# Salmurinvaara
Salmurinvaara är en kulle i Finland. Den ligger i Sodankylä kommun i landskapet Lappland, i den norra delen av landet, 900 km norr om huvudstaden Helsingfors. Toppen på Salmurinvaara är 310 meter över havet.
Terrängen runt Salmurinvaara är huvudsakligen platt. Trakten runt Salmurinvaara är nära nog obefolkad, med mindre än två invånare per kvadratkilometer.